# Palazzo Petrulla
Palazzo Petrulla conosciuto anche con il nome di palazzo dei Gioeni d’Angiò, è un edificio storico sito a Palermo. Fu la casa del duca d'Angiò. In epoca contemporanea, la Regione Sicilia ha inserito questo edificio tra le architetture soggette a tutela, imponendo su di essa dei vincoli architettonici. In quello che un tempo ospitavano le scuderie del palazzo, ha sede il teatro DitirammuProspetto settecentesco ornato da stucchi Rococò e dallo stemma ancora presente sopra il portale